# Великостидинська сільська рада
Великостидинська сільська́ ра́да — орган місцевого самоврядування в Костопільському районі Рівненської області. Адміністративний центр — село Великий Стидин.

## Загальні відомості
- Великостидинська сільська рада утворена в 1939 році.
- Територія ради: 29,26 км²
- Населення ради: 663 особи (станом на 2001 рік)
- Територією ради протікає річка Мельниця.

## Населені пункти
Сільській раді підпорядковані населені пункти:
- с. Великий Стидин

## Склад ради
Рада складається з 12 депутатів та голови.
- Голова ради: Громик Юрій Михайлович
- Секретар ради: Корнійчук Тетяна Іванівна

### Керівний склад попередніх скликань
| Прізвище, ім'я, по батькові | Основні відомості                                                 | Дата обрання | Дата звільнення |
| --------------------------- | ----------------------------------------------------------------- | ------------ | --------------- |
| Деркач Марія Миколаївна     | Сільський голова, 1966 року народження, позапартійна              | 26.03.2006   | 31.10.2010      |
| Громик Юрій Михайлович      | Сільський голова, 1970 року народження, освіта вища, безпартійний | 31.10.2010   |                 |

Примітка: таблиця складена за даними сайту Верховної Ради України